# 永井マリア
永井 マリア（ながい まりあ、1996年12月18日 - ）は、日本のAV女優。愛知県出身。プライムエージェンシー所属を経てMagiito所属。

## 人物・来歴
100センチのヒップを持つAV女優。高校卒業後にAVデビューし、柏木胡桃など多数の芸名で出演。その後 休業を経て、「永井マリア」の芸名でAV女優に復帰。休業期間中にトレーニングに目覚め、2017年にはフィットネス大会のヒップ部門でファイナリストとなっている。
自他ともに認めるマッチョ好きで、スポーツ選手の動ける筋肉より、ボディビルダーのような魅せる筋肉を好む。理想の男性は胸と肩が厚い人。
と話していたが、YouTubeチャンネルでは現在は特にマッチョに拘りは無いと話している。
2021年1月、ゲオTVアダルトニュースメディアMANGO 爆乳AV女優ランキング（2021年版）にて、第1位を獲得。
2022年12月20日、『スカパー!アダルト放送大賞2023』新EXガールズオーディションにノミネート。
2025年4月20日、漫画家・水龍敬の世界観を表現するイベント、「おいでよ!水龍敬ランドin新宿」に出演。

## 作品
◎はBD版同時発売。

### アダルトDVD / BD

#### 柏木胡桃 名義
- AV Debut S級美少女が3人同時にAVデビュー 向井こころ 岡本奈々 柏木胡桃（10月9日、S-CUBIC）
- ひと夏の思い出! 最愛の彼女とカップル温泉旅行のはずが… 夢のような日焼け3姉妹ハーレム温泉旅行!? 向井こころ 岡本奈々 柏木胡桃（11月8日、S-CUBIC）
- 超高級三輪車中出しソープ嬢 向井こころ 岡本奈々 柏木胡桃（12月6日、S-CUBIC）

- 男女が媚薬を飲んで大乱交SEXを楽しむ最近話題の温泉混浴サークルに行ってきました! 10名全員セックス!!（3月5日、サディスティックヴィレッジ）
- 中出し肉便器学級当番 3（3月19日、サディスティックヴィレッジ）
- 口腔マニアックス 6 ～口の中が好き～（6月18日、稀有）
- ハレンチ中出し学園-男子を襲う誘惑痴女子校生- 柏木胡桃（6月25日、痴女ヘブン）
- 蛇舌でベロベロ! シャブリまくりのハーフ美少女と、淫乱粘質セックス!「子宮のコリコリしたところに擦れまくって、もうヤバいですっ!」 （7月13日、オーロラプロジェクト）※「柏木くるみ」名義
- kira★kira SPECIAL 褐色日焼けぶっトび娘vs変態淫語お姉さん 性交依存症大乱交祭り（9月1日、kira☆kira）
- ギャルが集団で施術してくれる南国アゲアゲ中出しメンズエステ AIKA 早坂リア 宮下華奈 柏木胡桃（12月19日、kira☆kira）

#### 安西純 名義
- ベロ長美尻淫舌ビッチギャル（2015年9月15日、ヌキ族）

#### 井川菜乃花 名義
- デカ尻痴女がいるシェアハウスに間違って入居しちゃった! 白咲碧 井川菜乃花 夕樹あさひ（2015年11月19日、グローリークエスト）
- 撮影現場のカメラの前でおしっこをするAV女優 2（2015年12月3日、グローリークエスト）
- イケイケヤリマンギャル舌ベロペロM男ザーメン狩り 井川菜乃花（2016年2月7日、デジタルアーク）
- 尻デカハーフ美女が極太黒マラに突かれまくりワールドワイド絶頂アクメ! 井川菜乃花（2017年8月25日、BLACK&BLACK）

#### 小野瀬ミウ 名義
- 初撮り×ハーフ×妊娠 小野瀬ミウ（2015年11月25日、豊彦）
- パイパン×ハーフ×妊娠 小野瀬ミウ（2016年1月25日、豊彦）

#### 永井マリア 名義
- 結婚3年目… 脱いだらボンキュッボン 美大卒の人妻 永井マリア 28歳 AVデビュー!!（5月7日、マドンナ）
- あまりのデカマラに目を奪われて… 巨根で貫かれる中出し黒人温泉 ～彼氏の隣で痙攣堕ちする爆乳グラドル・マリア～（7月13日、Fitch）
- 妻との妊活のために1ヶ月頑張って溜めたのに… EDの夫が役に立たないからと乳首が浮き立つノーブラ爆乳で僕の精子を横取りする妻の姉（8月13日、Fitch）
- 生姦Queen（9月13日、ミル）
- 一度知ったらクセになる『おしゃべり性交』!! 勃起チ○ポを見せたら即ヤれる出張マッサージ師は常にセックス実況しながら感じまくる爆乳絶倫妻 まりあさん28歳（10月24日、DANDY）
- 絶対にナマで連射させてくれる連続中出しソープ（10月25日、本中）◎
- 美巨乳お姉さん主導で抜かされまくりの贅沢体験!! 絶対にナマ挿入で痴女られる禁欲中出し風俗マンション（11月1日、MOODYZ）
- 絶対的上から目線で爆乳痴女が淫語コントロール 射精を支配される究極主観JOI（11月13日、Fitch）
- 未だに現役で母さんを抱きまくる僕の絶倫オヤジに嫁が欲情して危険日狙って中出し逆夜●い（11月13日、溜池ゴロー）
- 高級ショーツ販売員のトゥワークダンス誘惑セールス術 永井マリア（11月13日、MOODYZ）
- 精飲暗示 醜い男の汚らわしい精液を来る日も来る日も飲まされて… 催●ごっくん調教（11月19日、エムズビデオグループ）
- この人妻に誘惑されたらアナタは断れますか? マンションの同じ階に住む狙われた男たち。（11月25日、ダスッ!）
- 排卵日にフェロモン汗をかく巨乳女上司は始発までボクを誘惑（11月25日、痴女ヘブン）
- この人妻に誘惑されたらアナタは断れますか? マンションの同じ階に住む狙われた男たち。（11月25日、ダスッ!）
- まさか、ココで… 潮吹くつもり?（11月29日、ワープエンタテインメント）
- ド・M性感フェチ倶楽部 3 ～罵倒・拘束・乳首責めでM男君に最高の射精をお約束いたします～（12月12日、AKNR）
- 鍵を落とす人妻（12月13日、溜池ゴロー）
- 隣人妻×逆NTR 彼女の不在中に隣の淫乱巨乳妻に何度も何度も犯●れ痴女られてしまった僕…（12月13日、MOODYZ）
- 欲求不満の巨乳義姉さんの中出ししても止まらない密着ピストンで種を搾り尽くされる2日間（12月19日、OPPAI）
- 恋人が帰省中の5日間、巨乳出張エステティシャンに誘惑されて裏オプ中出しSEXしまくった話（12月25日、痴女ヘブン）

- しっとり上品な巨乳妻は町内会では淫乱中出し肉便器（1月1日、MOODYZ）
- <出張最終日>女上司とまさかの相部屋 ささやき騎乗位で朝まで何度も中出しされたボク。（1月7日、PREMIUM）
- 「もう射精してるってばぁ」メンズエステ連続射精・追撃男潮!! 汁搾り出し絶頂コース（1月13日、MOODYZ）
- 社長が出張で不在中に爆尻の社長夫人に誘惑され杭打ち騎乗位で中出しを強●されまくった3日間の話（1月13日、Fitch）
- 肉感強調ワンピで1日4軒の誘惑家庭訪問 欲求不満な乳首勃起フェロモン放出巨乳女教師（1月19日、OPPAI）
- 下着を落として取りに来た。ノーブラ姿の人妻さん。（1月25日、ダスッ!）
- すんごい乳首責めで中出しを誘う連続膣搾り痴女お姉さん（1月25日、本中）
- 男は全裸 女は着衣 チ○コ丸出し辱めで支配するお姉さま（2月1日、MOODYZ）
- 女上司に仕組まれた相部屋デカ尻NTR もの凄い杭打ち騎乗位で朝まで中出しさせられた僕…（2月1日、ワンズファクトリー)[8]
- はだかの主婦 杉並区在住 永井マリア (28)（2月1日、プラネットプラス）
- 老働者に輪●され性奴●と化す巨乳未亡人（2月20日、グローリークエスト）
- 汚な臭いホームレスおじさんたちのハウスに密着中出しOKの痴女派遣します（2月25日、痴女ヘブン）
- すんごい乳首責めとスパイダー騎乗位で大量中出しを誘うザーメン生絞りSEX（3月6日、h.m.p）
- 夫の転勤先のド田舎で暇過ぎて退屈な私…。ご近所さんと汗だくでヤリまくるイケない昼下がり。（3月7日、PREMIUM）
- 暴走杭打ちピストンで連続昇天!爆尻プレスM性感クラブ（3月13日、MOODYZ）
- 心もカラダも解放され濃密に交わる素顔の中出し旅行（3月13日、Fitch）
- ミスした僕の代わりに女上司2人がクレーム対応。ムカつく中年オヤジに土下座させられバック中出し謝罪（4月1日、MOODYZ）
- 隣の爆乳妻 泥酔し部屋を間違え「ただいま～!」（4月1日、プラネットプラス）
- 全身ベロキス舐めまくり! 女上司逆NTR（4月7日、Befree）
- 夫婦で挑戦! 夫が永井マリアの凄テクを20分我慢できたら賞金!2回イカされちゃったら妻が寝取られ中出しSEX!!（4月11日、はじめ企画）
- 美巨乳家庭教師 媚薬NTR（4月11日、ROYAL）
- 物腰が柔らかい爆乳妻は信頼していた上司に寝取られ種付けプレスされていた。（4月13日、ダスッ!）
- 永井マリア大号泣!「もうダメぇ! ごめんなさい!!」と言っても許してもらえない… 快楽からの連続絶頂地獄（4月13日、セレブの友）[8]
- 永井マリアの凄テクを我慢できれば生★中出しSEX（5月1日、ワンズファクトリー）
- あなた、許して…。 官能小説のように 2（5月7日、アタッカーズ）
- ベロベロちゅう毒 射精介助 巨乳人妻ヘルパー永井マリアのオチ○ポ丸呑みドすけべ訪問サービス（5月7日、桃太郎映像出版）
- ミラクル乳首責め回春マッサージ2 絶対連射させちゃうビーチク&チ○ポW刺激ハーレム!!（5月13日、MOODYZ）
- 永井マリアの童貞散歩 初体験が濃厚SEX!超敏感なボーイたちをイカセ続けるドスケベ性欲お姉さん（5月21日、DANDY）
- 淫語バスガイド（5月21日、ROCKET）
- キャットラバーズ（5月25日、ダスッ!）
- 感じすぎていっぱいおもらしごめんなさい… 28（5月25日、セレブの友）
- ヤリマンワゴンが行く!! ハプニング ア ゴーゴー!! 永井マリアとリズの珍道中（6月7日、桃太郎映像出版）
- お尻大好きしょう太くんのHなイタズラ（6月11日、グローリークエスト）
- 挑発タイトイズム（6月13日、ミル）
- 巨乳の谷間はもはやマ○コだ! 女性器として扱うパイズリ 2（6月25日、グローリークエスト）
- 完全撮り下ろし! むっちりエロ尻お姉さん陰部密着黒パンスト穿いたままSEX（6月25日、セレブの友）
- 私の彼氏(カレ)は疑似恋愛人形(メンズラブドール) 6（7月1日、セレブの友）
- 夏を待てない! 近親相姦ビキニママ（7月1日、VENUS）
- 黒パンストの下半身が卑猥にクネるオナニー快楽 2（7月1日、セレブの友）
- レズビアンに囚われた女潜入捜査官Special ～闇の金融取引と謎の失踪事件を追え!～（7月7日、ビビアン）
- 肉感なカラダの巨乳女性上司との宿泊出張。密室ホテルで部下のボクを相手に繰り返すオンナ主導のセックスが一晩中終わらない。（7月10日、Million）
- 夫の上司に魅せられた人妻。激しくピストンする黒光したペニス。（7月13日、ダスッ!）
- 母の親友（8月7日、VENUS）
- 男を惑わす淫らな爆乳女神 永井マリア8時間BEST（8月13日、Fitch）※単体ベスト
- 近親巨乳レズビアン ～オマ○コ密着で愛し合う三姉妹～（8月25日、セレブの友）
- 蛇舌 チン舐めベロベロ中毒女 ベロが超長～いおしゃぶり痴女の巻き付きWフェラがヤバすぎる!!（9月1日、MOODYZ）
- セックス大好きお姉さん永井マリア8時間BEST理性吹っ飛び21本番（9月1日、MOODYZ）※単体ベスト
- 永井マリアのデカ尻スパイダー騎乗位4連発!!（9月13日、セレブの友）
- 永井マリア OPPAI BEST（9月19日、OPPAI）※単体ベスト
- 男を潮吹き射精させて言いなりにする… 巨乳三姉妹のおっぱい尽くしデカ尻痴女責めSEX（9月25日、セレブの友）
- 女医in... (脅迫スイートルーム) 永井マリア（12月4日、ドリームチケット）

- ささやき密着で父親にバレないように息子を秘かに誘惑する母親（1月13日、VENUS）
- 「おっぱい乗ってますけど…」超タイプの巨乳義母と入浴セックス（2月13日、Fitch）
- 拘束スイートルーム 男を犯して狂わせる美麗なW痴女（2月13日、Fitch）
- 「おっぱい乗ってますけど…」 超タイプの巨乳義母と入浴セックス（2月13日、VENUS）
- 近ごろ豊満な熟女体型を気にしはじめた嫁の母が恥じらう姿に僕は勃起してしまった（4月7日、VENUS）
- 美人女教師の彼女はクラスの担任で部活の顧問でボクの恋人～年上彼女と朝から晩まで禁断情熱中出しSEX～（5月13日、VENUS）
- kira☆kira専属決定SPECIAL!! ハイパーギャルお姉さん・永井マリア、お貸しします。（7月19日、kira☆kira）
- S級熟女コンプリートファイル 永井マリア 6時間（8月1日、VENUS）※女優ベスト
- 超風俗6シチュエーションSPECIAL 永井マリア×風俗大手スターグループ6店舗プレイ完全網羅（8月19日、kira☆kira）
- おしっこ114連発 98人（9月2日、グローリークエスト）
- エグい程下品なヒップ（9月21日、kira☆kira）
- 超ド級の性欲剥き出しでメンズをペロり! マリア様とイク! 絶倫パコパコデート（10月19日、kira☆kira）
- 爆尻アナル解禁!! ハイパーアナルSEXハード・コア（11月16日、kira☆kira）
- 他人のチ○ポで痴女りまくり!! 永井マリアのパワープレイ逆NTR 5コス5シチュSPECIAL（12月21日、kira☆kira）

- しゃぶりすぎた女 亀頭から尻穴までじゅぽじゅる蛇舌絡ませる淫口ビッチ（1月18日、kira☆kira）
- 禁欲で性獣化した永井マリアの、素人逆ナンパ。（2月15日、kira☆kira）
- Wセックスレス人妻が旦那スワップ スーパーヘビー級の爆乳爆尻挟み撃ちでザーメン絞り合いド痴女ハーレム3P 永井マリア 若月みいな（5月17日、E-BODY）
- 圧倒的超尻! 永井マリア8時間BEST（7月19日、kira☆kira）※単体ベスト
- 悪魔的スローな射精コントロール じっくり肉棒ペットを弄ぶ肉感痴女 永井マリア（9月20日、Fitch）
- 肉感ニットワンピ妻の無自覚な挑発に耐え切れず襲い掛かった結果… まさかの豹変!! 絶倫デカ尻中出しSEXで何度も精子を絞り取られた僕 永井マリア（10月11日、マドンナ）

- 爆乳爆尻 身動き奪って淫語サンドビッ痴プレス! メガトンM性感ハーレム 永井マリア 姫咲はな（5月2日、MOODYZ）
- 「ちょっと一杯飲もっか?」 居酒屋で飲んで酔っぱらって… お酒の勢いで女上司と僕は男女の関係になった…。（5月26日、h.m.p）
- まるっと! 永井マリア（7月20日、プラネットプラス）※単体ベスト
- これからアナタは私の専用馬鹿チ○ポ超肉感BODYが金玉震えるまで超ヤヴァイごっついオナサポ上から淫語支配でサイコウ射精が止まらない完全究極JOI 永井マリア（7月25日、ダスッ!）
- 歩くだけでエロい漫画みたいな爆乳尻お姉さんはド痴女露出狂だった! 永井マリア（10月3日、山と空/妄想族）
- 超巨尻露出 スパンキングされて濡れちゃう感度よし子ちゃんを、バックから何度もいじくりデート マリア (29)（10月12日、SUN）
- Wデカ尻女上司の鬼詰めパワハラ中出し教育

Wデカ尻女上司の鬼詰めパワハラ中出し教育 本真ゆり 永井マリア（11月7日、VENUS）
- SUPER FISHEYE FETISHISM 迫力興奮蜜写 肉感BODYヤリマンセレブ妻 永井マリア（12月12日、AVS collector’s）

- おっぱい星人の為にBoinBBに降臨! レジェンドJカップ超乳を究極の王道乳フェチプレイで徹底的に味わう! Boin「永井マリア」Box（1月2日、ABC/妄想族）
- 童貞を挟み込んだら離さない捕食系人妻 永井マリア（2月27日、ダスッ!）
- 二十年ぶりに再会した清楚だった同級生はドすけべボディの淫乱巨乳人妻に変貌していた! 永井マリア（3月5日、プラネットプラス/七狗留）
- ‘INGO’ IN GOD ECSTASY スケベ痴女淫語 男達に下品な淫語ヴォイスを囁いて爆裂ボディで下半身を狂わす 永井マリア（3月12日、AVS collector’s）
- 超乳神尻ムチムチ極みボディお姉さんの気持ち良すぎる甘い囁きと味わったことがない超絶テクで脳もチ○ポも一瞬で逝きかけるメンズエステ 永井マリア（3月26日、ROYAL）
- 爆乳でか尻見せつけ誘惑してくる セレブな貪欲アニマル露出狂痴女!（3月26日、かつお物産/妄想族）
- 白衣の爆乳Jcup天使 ナースコールで始まる秘密のおっぱい看護 Boin「永井マリア」Box 2（4月9日、ABC/妄想族）
- 義弟に抱かれて肉体は淫らに堕ちてゆく… 永井マリア（4月16日、KSB企画/エマニエル）
- 彼女の周りには男が途絶えない…ハプニングバーを独り占めして男を喰らう神乳・神尻のヤリマン女帝 永井マリア（4月23日、Million）
- 美人母娘、イタダキマス。数十年前に孕ませた女とその娘に会いに来ました。 松本いちか 永井マリア（4月23日、ダスッ!）
- 残業中、2人きりの社内でパツパツスーツ巨乳人妻女上司のおっぱい挑発に乗せられ乳テクで何度もサービスぶっかけ射精させられた。 永井マリア（6月4日、LUNATICS）
- 極限のヌルテカ責め!! ローションだくだくオッパイで男を絶頂させる極乳パイズリClub（6月11日、BAZOOKA）
- 専属決定! 眩い輝きの肉感GOLD淫語痴女 圧倒的な爆乳爆尻エロBODYで男犯し! 永井マリア（7月2日、Fitch）
- BitchRichLife 豊満痴女の華麗なるM男調教～人間家具を飼いならす性活～ 永井マリア 夕季ちとせ（8月6日、Fitch）
- 爆乳 & 爆尻な豊満痴女コスプレイヤーの逆種付け肉弾プレス!! 永井マリア（9月3日、Fitch）
- ドスケベ豊満J系のごっくん中出し妊娠裏バイト 気持ち良ければ何でもOKな制服ビッチ 永井マリア（10月1日、Fitch）
- 死ぬほどシコれる卑猥なドスケベ肉感ポーズ 貴方に向かって淫語を連発する豊満美女編 永井マリア（11月5日、Fitch）
- スケベなお姉さんの童貞狩り! 実写版! 黒髪女の筆おろし ～秘密の部屋で中出しさせてあげるわ～（12月3日、Fitch）

- 爆乳セレブ痴女に見つめられて犯されたい 永井マリア（1月7日、Fitch）
- 新 究極主観JOI 7日間淫語コントロールされる チクニー特化ver 永井マリア（2月4日、Fitch）
- 豊満人妻が快楽に堕ちていく… 実写版 隣の人妻が催●をかけられて寝取られた話 永井マリア（4月1日、Fitch）
- 理性ブッ壊すド淫乱痴女責め 永井マリアFitch8タイトル 8時間BEST（8月19日、Fitch）※単体ベスト

### アダルトVR
- 【HQ高画質】お金の為ならどんなエロい事もシテくる究極サービス&テクニックの結婚詐欺師VR! 騙されてるけど人生最高に気持ちイイSEXを堪能せよ! パイズリ・騎乗位が超ヤバイ! 危険な中出し体験!（1月3日、PREMIUM）
- SEXY下着訪問販売員の見せつけ誘惑営業VR（1月8日、ワンズファクトリー）
- 圧・倒・的! 痴女テク射精体験 でかぱいエロエロ叔母さん逆夜這いVR（1月17日、E-BODY）
- 究極射精へ誘うデカ尻とアナル見せつけ誘惑性感エステVR（1月23日、SODクリエイト）
- 巨乳義姉が超柔らかいオッパイを使って着衣パイズリしてくれて、最後は挿入までさせてくれたVR（2月11日、ROYAL）
- 永井マリアのヒップとアナルが常に目の前! ド迫力神尻アングルVR グラマラスな尻と尻穴を180°立体視でとことん味わいつくす!!（2月19日、ワンズファクトリー）
- 誘惑、女教師。（3月23日、ドリームチケット）
- ケツマ○コでメスイキ体験!! トリプルアナル責めSPECIAL VR 敵対組織に囚われたボク… 痴女スペシャリストのペニバンでアナルを貫かれてバーチャルメス化オーガズム!! 蓮実クレア 永井マリア 葉月レイラ（4月1日、ワンズファクトリー）
- 変態イベント主催者の巨乳女と中出し 初めて行ったフェチイベントで全裸にさせられ、いいチ○ポと気に入られて、まさかのムフフ中出し体験VR（4月30日、本中）
- キャットラバーズVR（6月19日、ダスッ!）
- 激ピス・激痴女・激淫語ループ脳内麻薬の特別授業（6月24日、KMPVR-bibi-）
- 「腰が勝手に動いちゃうぅ!!」 うねる’ごめんなさいぃ’ツイストセックス何度も何度も中出し!!（6月29日、KMPVR）
- 口腔愛撫VR（7月13日、KMPVR）
- 淫音特化で完全没入必至!! ASMR VR（7月18日、KMPVR）
- 歯磨きVR（7月21日、KMPVR）
- 口内愛液VR（8月6日、KMPVR）
- シンプルにヌケるが一番! 誘惑のボディーパーツを見抜けるVR。婬猥痴女編（8月14日、MILU VR）

- 【骨折→寝た切り→天井見上げアングル】欲求不満むちむちWナースの僕のチ●ポ奪い合い生ハメ騎乗位VR 本真ゆり 永井マリア（2月19日、E-BODY）
- 肉ったらしいデカ尻 セックスモンスター永井マリアの本領発揮 生々しいド迫力淫尻ピストンで抜きまくるノンストップVR（3月17日、ワンズファクトリー）
- 仰向け天井アングル エロまんがみたいな肉体（蛇舌・爆乳・巨尻・パイパン）の淫乱看護師に上から見下ろされて痴女られ続ける（4月26日、ワンズファクトリー）
- デートの約束をすっぽかされた腹いせに行った性感マッサージ店の当たり嬢はなんと彼女の実のお姉さん! しかも後日彼女の家で彼女が居ない隙に豊満なドスケベボディでこってり気持ち良く寝取られてしまいました!（5月13日、Fitch）

- 窒息絶頂VR ハイパー爆乳&爆尻永井マリアに上からドスン! ドスン! エンドレス顔面プレスでイカされまくったボク（3月10日、kira☆kira）

- -このオンナ、怪物につき- 爆乳モンスターに10発抜かれる圧尻圧乳FUCK 永井マリア（11月9日、KMPVR）
- クラブ帰りの隣人ギャルが襲来 彼氏に浮気をされた腹いせにボクを貪るエグいカラダで能動的オーガズム 永井マリア（11月23日、KMPVR）

- やり部屋10連発 嫉妬心狂いの半端ない腰使いで、エロ汁を根こそぎ搾りとるドスケベ上司 永井マリア（2月23日、KMPVR-彩-）

- 【Fitch高画質 8K肉感VR】 最高級W肉感共演! 爆乳尻グラマラス痴女の無限M男責め! 天井特化スペシャル 夕季ちとせ 永井マリア（2月11日、Fitch）

### イメージDVD / BD
- Maria Worldwide nudist（2021年7月8日、REbecca）◎
- Maria Mania 永井マリア（2023年12月28日、oldman par）◎

### 写真集
- Maria Mania 永井マリア写真集（2023年12月25日、ジーウォーク、撮影：天野功）ISBN 978-4-86717-656-6 [9]

### デジタル写真集
- グラマリア 永井マリア（2021年5月28日、プレステージ出版、撮影：鈴木ゴータ）※【グラビア写真集】と【ヌード写真集】の2種類あり。
- Maria Worldwide nudist（2021年12月17日、REbecca）
- デジグラ・デラックス 永井マリア 001（2022年12月31日、ラビリンス）
- デジグラ・デラックス 永井マリア 002（2023年2月24日、ラビリンス）
- デジグラ・デラックス 永井マリア 003（2023年4月25日、ラビリンス）
- れいむ 永井マリア vol.01～vol.04（2024年1月26日、ジーウォーク、撮影:天野功）

## 製品

### アダルトグッズ
オナホール
- AV ONA CUP ＃014 永井マリア（2020年4月15日、日暮里ギフト）
- JAPANESE REAL HOLE 淫 2nd 永井マリア（2020年10月24日、EXE）
- 激フェラ 絶淫ベロテク 永井マリア（2020年12月5日、日暮里ギフト）

その他
- 永井マリア 濃厚擬似精液ローション 150ml（2020年12月5日、日暮里ギフト）※ローション
- 永井マリアが先太バイブでイッちゃった!（2020年12月5日、日暮里ギフト）※バイブ
- 永井マリアがちくびを吸われてイッちゃった! 電動ニップルサック（2020年4月24日、日暮里ギフト）※ニップルサック

## 出演

### 映画
- 生きててよかった（2022年5月13日、ハピネットファントム・スタジオ）

### ゲーム
- ゲオTVドアップ25【OPPAIパネル出題】二つ名は「超規格外のマリア様」（2020年10月1日、ゲオTV）[10][11][12]

### ウェブテレビ
- 新EXガールズオーディション（2023年1月31日 ‐ 3月25日、SPOOX EX）

### インタビュー
- 永井マリア インタビュー 前半（2019年12月27日、Pafan!）[13]
- 令和に現れた爆乳爆尻美女は野外プレイ好きのド変態! 貪欲なエロ探究者・セクシー女優「永井マリア」インタビュー（2020年1月2日、メンズサイゾー）[14]
- 永井マリア インタビュー 後半（2020年1月10日、Pafan!）[15]
- 永井マリア ロングインタビュー 第1回（2020年1月20日、FANZAニュース）[16]
- 永井マリア ロングインタビュー 第2回（2020年1月27日、FANZAニュース）[17]
- 永井マリア ロングインタビュー 第3回（2020年2月3日、FANZAニュース）[18]
- 永井マリア ロングインタビュー 最終回（2020年2月10日、FANZAニュース）[19]
- 【永井マリアインタビュー前編】 DNAは関係ない! 努力の賜物! 男性に「ヤリタイ」と思わせる体作り!（2020年3月3日、MGSニュース）[20]
- 【永井マリアインタビュー 後編】エロ漫画級のフェラテク!「顔に出た精子がもったいなくて、全部かき集めて食べました (笑)」（2020年3月4日、MGSニュース）[21]
- 永井マリアインタビュー 前編（2020年3月16日、デラべっぴんR）[22]
- 永井マリアインタビュー 後編（2020年3月17日、デラべっぴんR）[23]
- MANGO美尻ディスカバリー File02 永井マリア編（2020年10月16日、ゲオTVアダルトニュースMANGO）[24]

### MV
・RIO LAVOZ- MAKE🌹LOVE (prod.@UPPER SIDE ) Video Oficial 【永井マリア MV出演】

### 雑誌
- 月刊FANZA 2020年3月号（ジーオーティー）- インタビュー